# Zaleops paresa
Zaleops paresa là một loài bướm đêm trong họ Erebidae.